# 2022年ロシアのウクライナ侵攻のタイムライン (2022年5月 - 8月)
2022年ロシアのウクライナ侵攻のタイムライン (2022年5月 - 8月)（2022ねんロシアのウクライナしんこうのタイムライン 2022年5月 - 8月）では、2022年2月24日に開始されたロシアのウクライナ侵攻の経過の2022年5月から8月について述べる。

## 2022年5月

### 5月3日
- ウクライナのゼレンスキー大統領は、ロシアが2014年に併合を宣言したクリミア半島も奪還目標とすることを表明[1]。

### 5月5日
- ウクライナ大統領府のオレクシイ・アレストビット顧問が、米欧からの支援兵器が揃う「6月中旬」以降にロシア軍への反転攻勢を始めると表明[1]。

### 5月6日
- ウクライナのニュースサイト「ドゥムスカヤ」はロシア軍のフリゲート艦アドミラル・マカロフに対しウクライナの対艦ミサイル「ネプチューン」が命中し、火災が起きていると報じた。これに対し、ロシア大統領府のドミトリー・ペスコフ報道官は「我々にはそのような情報はない」と述べている[2]。また、ウクライナ大統領府顧問も「検証された情報はない」と述べ確認を避けており、米国防総省や米シンクタンクの戦争研究所なども確認できないとしている[3]。

### 5月7日
- ロシア軍がルガンスク州ビロホリフカの学校を空爆し、避難民のうち約60人が死亡したとゼレンスキー大統領が8日発表[4]。

### 5月8日

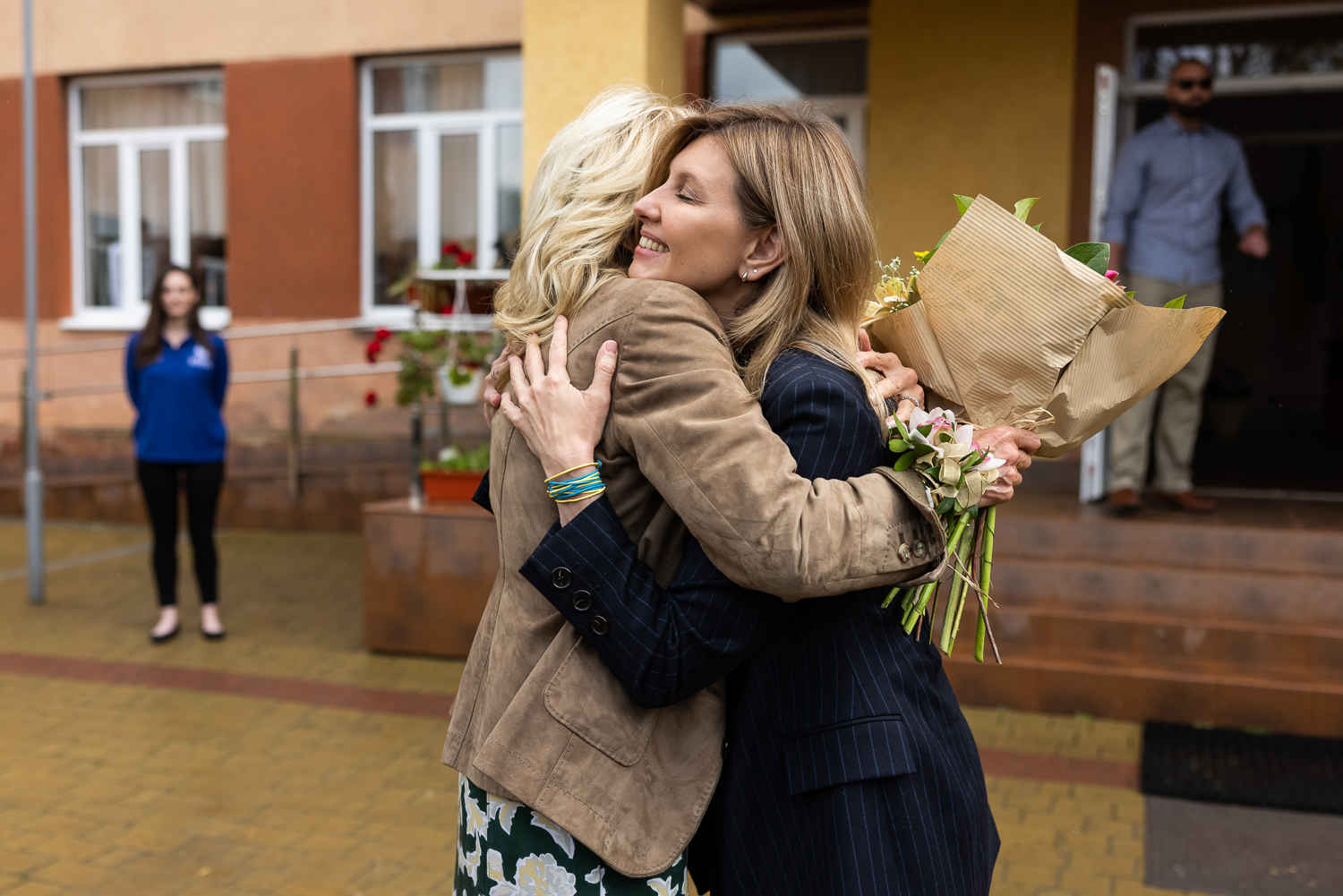
ジル・バイデン米国大統領夫人とゼレンスキー大統領の妻のオレーナ・ゼレンシカ（5月8日）

- 東欧訪問中のジル・バイデン米国大統領夫人はスロバキアから国境を越え、ウクライナに入国。バイデン夫人はゼレンスキー大統領の妻のオレーナ・ゼレンシカとウージュホロドの学校で会談した。ゼレンシカが公の場所に出るのはウクライナ侵攻が始まって以来初めて[5]。
- カナダのジャスティン・トルドー首相は、ウクライナを訪問。予告なしでイルピンを視察後、ゼレンスキー大統領と対面で会談した。トルドーは記者会見で、ウクライナへ追加軍事支援を提供するほか、ロシアの個人や法人への追加制裁も発動すると発表した[5]。
- ナチス・ドイツに対するヨーロッパ戦勝記念日に合わせて、先進民主主義諸国でつくるG7がオンライン首脳会議を開催し、「ウクライナと欧州、国際社会の人々のため、自由のために戦い続ける責任を負っている」などとした声明を発表。同日発表されたウクライナのゼレンスキー大統領のビデオメッセージでは「血塗られたナチズムが再建された」と、ロシアを非難した。これらは翌9日のロシアの対独戦勝記念日で予想されるプーチン大統領演説によるウクライナ侵攻の正当化などをあらかじめ牽制する狙いがあると報じられている[6]。
- アメリカ政府が追加経済制裁を発表。ロシア政府のプロパガンダを流しているとしてチャンネル1などテレビ局3局、ロシアとベラルーシの軍関係者約2600人を対象としたほか、アメリカの会計事務所や経営コンサルティング企業にロシア向けのサービス提供を禁止[7]。

### 5月9日
- ロシアのプーチン大統領が対独戦勝記念日の演説でウクライナでの軍事行動を改めて正当化するも、「戦争」宣言は見送り[8]。

### 5月12日
- 国連難民高等弁務官事務所はウクライナ侵攻が2月に始まって以降、ウクライナから国外に逃れた難民が600万人を超えたと発表した[9]。

### 5月14日
- プーチン大統領は、フィンランドのサウリ・ニーニスト大統領との電話会談で、同国のNATO加盟申請に言及し、「軍事的中立の政策を放棄することは間違いになる」と警告した[10]。

### 5月15日
- ウクライナ国防省は、ハルキウ北方のロシア軍を撤退に追い込み、ロシアとの国境に到達したと発表した[11]。
- フィンランドのニーニスト大統領とサンナ・マリン首相は共同記者会見を開き、NATOへ加盟申請する政府方針を決定したことを明らかにした[10]。

### 5月16日
- 旧ソ連構成国のうちロシアなど6カ国が加盟する集団安全保障条約（CSTO）がモスクワで首脳会議を開き、「ネオナチ思想の拡散」や一方的な制裁に反対する共同声明を発表[12]。
- スウェーデンはNATOへの加盟を申請することを正式に決定した[13]。

### 5月17日
- ウクライナ軍参謀本部は、マリウポリの戦いで最後の抵抗拠点となってきたアゾフスタリ製鉄所の部隊に撤退命令（実質的には降伏許可）。ロシア国防省も265人の降伏を発表[14]。

### 5月20日
- ロシアのショイグ国防相がプーチン大統領にアゾフスタリ製鉄所とマリウポリの制圧を報告したとロシア国防省が発表[15]。

### 5月21日
- ウクライナのゼレンスキー大統領が、ロシア軍を2月24日の侵攻開始前の状態へ押し戻せば「勝利」で、「戦争は対話で終わる」「最も重要なのは、より多くの人命を守ることにある」と国内メディア向けに語ったとウクライナ国営通信が報道。一方でウクライナ国防省情報総局のキリル・ブダノフ局長はクリミアを含めて全領土からロシア軍を撤退させるまで戦闘を続行する旨を米『ウォールストリートジャーナル』紙に表明している[16]。

### 5月22日
- ウクライナ議会が、戒厳令と総動員令（18～60歳男性を徴兵）を90日間延長する大統領令を承認[17]。
- ポーランドのアンジェイ・ドゥダ大統領がウクライナ議会で登壇し、難民の受け入れや滞留しているウクライナ産穀物の輸出を促進し、「両国の国境は分離されるのではなく一体となるべきだ」と演説[18]。

### 5月23日
- 世界経済フォーラム年次総会（ダボス会議）でウクライナのゼレンスキー大統領がオンライン演説し、「企業ブランドが戦争犯罪と結びついてはならない」と各国要人にロシアからの企業撤退と貿易停止、経済制裁強化を要請。ロシア企業は活動資格を停止されて参加できず、かつてロシアが投資誘致に使っていた施設は、ウクライナにおけるロシアの残虐行為を展示する戦争犯罪ハウスに転用された[19]。

### 5月24日
- この日公開されたロシア紙『論拠と事実』のインタビューで、プーチン大統領側近のニコライ・パトルシェフ安全保障会議書記が、ウクライナでの作戦は「特定の期限を目指していない」「ナチズムは100％除去しなければ数年後に再び台頭する」と語った[20]。

### 5月25日
- ロシアのプーチン大統領が、占領したウクライナ南部のへルソン州、ザポリージャ州の住民がロシア国籍を取得する要件を「人道目的」で緩和する大統領令に署名（ロシア国内居住5年以上の要件撤廃など）。ウクライナ外務省が批判する声明を発表[21]。
- ロシア上下両院が、志願兵の年齢上限を撤廃する法案を可決（従来はロシア国民18～40歳、外国人18～30歳）[21]。

### 5月28日
- 鉄道網の要衝である結節点であるドネツク州リマンを制圧したことをロシア国防省が発表[22]。

### 5月29日
- ウクライナのゼレンスキー大統領が北東部ハルキウ州を訪問し、ロシア軍と戦う前線の兵士らを激励[23][24]。ロイター通信によると、キーウ州を離れるのは2月24日に侵攻が始まってから初めてとなる[23][24]。

また侵攻当初街を守るためではなく自身の保身に走ったハルキウ州のウクライナ保安庁長官を解任した。

### 5月31日
- 米国のバイデン大統領が同日付『ニューヨークタイムズ』への寄稿で、ロシアとNATOの戦争やプーチン大統領の追放は求めず、軍事支援はウクライナに外交交渉力を持たせるためと表明[26]。

## 2022年6月

### 6月1日
- アメリカサイバー軍のポール・ナカソネ司令官が、ウクライナを支援するためサイバー防衛や情報収集だけでなくロシアに対して「攻撃」を含めた一連の作戦を実施したと語った独占インタビューを英Sky Newsテレビが放映。ナカソネは作戦の詳細は明らかにしなかったが、国防総省が決定した政策に基づく文民統制下の行動であったと説明。同日の記者会見でホワイトハウス報道官カリーヌ・ジャン＝ピエールはロシアとの直接的な軍事衝突を避ける方針に変更はない旨を表明した[27][28][29][30]。米軍がサイバー攻撃の実施を認めたのはこれが初めてとされる[30]。

### 6月3日
- 侵攻開始から100日目の節目を迎えるこの日、ゼレンスキー大統領は「軍はロシアの侵攻を撃退し、勝利はわれわれが手中に収めるだろう」とビデオ映像を通じて演説した[31]。同大統領は大統領府前で、ウクライナが「世界で2番目に強い軍隊」（ロシア軍）を100日間も食い止めるという「不可能と思われていたことを実現した」」と語る動画をインスタグラムに投稿した[32]。

### 6月4日
- ウクライナ東部ルハンシク州の主要な拠点のセベロドネツクで、大規模な交戦が起こっており、ロシア軍は「最大で部隊の90％が壊滅する致命的な損失を与えた」として戦闘で優位に立っていると強調[33]、ウクライナ側は「ウクライナ軍が2割押し戻し、露軍が支配しているのは市の約半分だ」と説明し、「兵士と装備で露軍に大きな損害を与えた」とも強調した[34]。

### 6月5日
- ドンバス地方で戦闘を指揮していたロシア軍のドネツク人民兵第1軍団司令官ロマン・クトゥーゾフ少将と陸軍第29諸兵科連合軍司令官ロマン・ベルドニコフ中将が戦死[35][36][37]。ロシア軍は開戦以来将官の戦死が過去に例のないペースで続いているが、一日に2人の将官が戦死する事態となった[38]。

### 6月8日
- ロシア外相セルゲイ・ラブロフはトルコの首都アンカラでトルコのチャブシュオール外相との共同記者会見中、ウクライナメディアの記者がラブロフに「穀物以外にロシアは何をウクライナから盗んだのか」と質問する場面があった。これに対し、ラブロフは「穀物に関してロシア連邦が引き起こした障害や困難は何ひとつない」と返答。また、ロシアはウクライナを「ネオナチ政権から解放する」という「明確な意図と目標」を持っていると述べ、ウクライナ政府に関するクレムリンの虚偽の主張を再び持ち出した。
- ラブロフは問題を引き起こした責任は我々にはないとし、「ボールはウクライナの側にある」と主張している。
- ウクライナ外務省の報道官はラブロフの発言に反論。ツイッターに「ラブロフ氏の言葉は空疎だ」と書き込み、同氏の発言を要約したニュースの見出しの写真を添えた[39]。

### 6月15日
- ウクライナ軍のウォロディミル・カルペンコ地上部隊後方支援司令官は、米軍事専門誌「ナショナル・ディフェンス」とのインタビューでロシア軍とのこれまでの戦闘で、歩兵戦闘車約1300台、戦車約400両、ミサイル発射システム約700基など、それぞれ最大で50％を失ったと明らかにした[40]。

### 6月16日
- フランスのマクロン大統領とドイツのショルツ首相、イタリアのドラギ首相がキーウを訪問し、ゼレンスキー大統領と会談した[41][42]。

### 6月17日
- イギリスのジョンソン首相が、キーウを訪問し、ゼレンスキー大統領と会談した[43][44][45]。ジョンソン首相のキーウ訪問はロシア軍のウクライナ侵攻以後、4月以来2度目で事前に公表されない電撃訪問であった[43][44][45]。

### 6月18日
- ゼレンスキー大統領がロシア軍の侵攻後初めてウクライナ南部のミコライウ州やオデーサ州を訪問し、軍関係者らに勲章を贈って激励した[46][47][48]。

### 6月22日
- イギリス国防省は、ロシア軍の支援を受けているドネツク州の親露派武装集団の死傷者数が、兵士数全体の約55％に上っているとの試算を明らかにした[49]。東部ドンバス地方（ドネツク、ルハンスク両州）を巡る激戦で、露軍側の人的消耗が「異常な水準になっている」と分析した[49]。
- ロシアの独立系メディア「メディアゾナ」がネット上の公開情報などをもとに、2月24日から6月16日までに、ロシア軍の戦死者が少なくとも3798人、貧しい地域の出身者や若者が多いとの推計を発表した[50][51]。

### 6月23日
- EUは、ブリュッセルで開いた首脳会議で、EU加盟を申請したウクライナとモルドバを「加盟候補国」として認定した[52]。全27加盟国が同意し、認定に必要な全会一致で決まった[52]。

### 6月24日
- セベロドネツクからウクライナ軍が撤退したことを、ルハンシク州のハイダイ知事が発表した[53]。
- ウクライナのオレクシー・レズニコウ国防大臣はアメリカが供与した高機動ロケット砲システム「ハイマース」の受領を明らかにした[54]。
- ウクライナの非常事態庁は、ウクライナ国内のすべての地雷を除去するのに、少なくとも10年はかかるという見通しを明らかにした[55]。

### 6月25日
- ウクライナ軍のザルジニー総司令官がアメリカが供与した高機動ロケット砲システム「ハイマース」を実戦使用し「敵に命中させた」と明らかにした[56]。
- ロシア軍がセベロドネツク全市を制圧、ルハンスク州最後の拠点都市リシチャンスク市内に侵攻していると報道された[57]。

### 6月27日
- ウクライナ中部ポルタワ州の都市クレメンチュクのショッピングモールに対してロシア軍のミサイル攻撃があり、ウクライナ非常事態庁は、死者が16人、負傷者が59人に上っていると明らかにした[58]。G7は「民間人に対する無差別攻撃は戦争犯罪にあたる」とする声明を出し、プーチン露大統領は責任者を追及すべきだと主張した[59]。ロシア航空宇宙軍は、ショッピングセンター隣の道路工事用機材工場敷地内にあった欧米供与の兵器や弾薬の格納庫を空中発射型の精密誘導兵器で攻撃し破壊したと主張した[60]。

### 6月28日
- 国連安全保障理事会はクレメンチュクのショッピングモールが6月27日にロシア軍のミサイル攻撃を受け、民間人の死傷者が出たことをめぐり、緊急特別会合を開催した[61]。ゼレンスキー大統領がオンラインで演説し、ロシアを「テロリスト国家」と非難して国連総会や安保理での権利を剥奪するよう強く求めた[62]。

### 6月29日
- ウクライナとロシアがこれまでで最大規模の捕虜交換を実施[63]。互いに、捕らえていた兵士ら約150人を相手国側に返したとされる[63]。
- NATOがマドリードで開催された首脳会議でスウェーデンとフィンランドの加盟議定書に署名することに合意した[64]。ロシアのウクライナ侵攻を受けて、長年の軍事的な中立政策からの脱却を決断した北欧2カ国がNATOに加盟することが確実となった[64]。また、ロシアを「加盟国の安全保障に対する最も重要かつ直接的な脅威」として正式に扱うことにも同意した[64][65]。

### 6月30日
- ウクライナ軍は、ロシア軍が占拠していた黒海西部のズミイヌイ（蛇）島を奪還したと発表した[66]。ロシア軍防省も同日、部隊の撤収を認めた[66]。この撤退には、黒海を封鎖しているとするウクライナや米欧からの批判に反論する思惑もあるとみられる[66]。

## 2022年7月

### 7月1日
- 7月1日午前1時に、ロシア軍のミサイルが、ウクライナのオデッサ州セルヒイフカの住居ビルに1発、リゾート施設に2発命中し[67]、少なくとも21人が死亡した[68]。

### 7月3日
- ルハーンシク州知事のハイダイはウクライナ軍が同州内で最後の防衛拠点としていたリシチャンスクについて「ロシアが確保した」と発表した[69]。ロシア国防省は「国防相のショイグが州全域を掌握したとプーチン大統領に報告した」と発表した[70]。

### 7月4日
- リシチャンスクについてウクライナ軍参謀本部も、「リシチャンスクをめぐる激しい攻防の末、ウクライナの防衛部隊は後退を余儀なくされた」、「ウクライナの防衛者たちの命を守るため、撤退すると判断した」と述べ、陥落を認めた[71]。ゼレンスキーは「ウクライナ軍がいずれ優れた戦術と、最新兵器の供給増加のおかげで、リシチャンスクに戻ることになる」と述べた[71]。

### 7月6日
- ロシア国防相がアメリカがウクライナ軍に提供したHIMARS2輌をドネツク州で破壊したと発表した。 この2輌は7月3日にロシア軍の占領下にあるメリトポリ空軍基地を攻撃した2輌だと言われているが視覚的な証拠は挙がっていない[72]。

### 7月9日
- ウクライナ大統領府のアレストビッチ長官顧問は、アメリカから供与された高機動ロケット砲システム「ハイマース」により過去2週間で約20カ所の露軍の弾薬庫や兵器修理施設を破壊したと発表した[73]。ウクライナは露軍の兵站に打撃を与え、継戦能力を低下させる戦略を取っているとみられる[73]。

### 7月11日
- プーチン大統領がすべてのウクライナ国民を対象に、ロシア国籍の取得手続きを簡素化する大統領令に署名[74]。ウクライナ軍は南部における反転攻勢を開始した。
- ロシア軍が占領したザポロジエ原発を軍事基地化していることがマスメディアにより報道された[75]。

### 7月13日
- 北朝鮮がウクライナ東部の親ロシア派勢力が統治する「ドネツク人民共和国」と「ルガンスク人民共和国」を独立国家として承認[76][77]。ウクライナ外務省が北朝鮮との断交を発表[77]。
- ロシア、ウクライナ、トルコ、国連による4者協議がトルコのイスタンブールで開かれた[78]。会談後、トルコ政府は4者が穀物の海上輸送再開について大筋で合意したと発表した[78]。

### 7月15日
- ウクライナ国防省の報道官は、ここ数週間にロケット攻撃で30カ所以上のロシア軍の輸送拠点を破壊し、ロシアの攻撃力を著しく低下させたと発表[79]。同報道官は、これには米国製の高機動ロケット砲システム「ハイマース」が貢献していることを示唆した[79]。
- ウクライナのオレクシー・レズニコフ国防相は、高性能のM270多連装ロケットシステム（MLRS）を受領したと発表[80]。
- ウクライナ国防省の報道官は、ロシア軍によるウクライナへの攻撃のおよそ7割は民間施設などを標的にしていて、軍事施設などの目標に向けられたのは3割にとどまるという見方をウクライナメディアに明らかにした[81]。

### 7月16日
- イランのホセイン・アミールアブドッラーヒヤーン外相がウクライナのクレバ外相と電話で会談し、「ロシアに対し、イランが無人航空機を供与する準備をしている」というアメリカの分析に対して、「根拠のない主張だと否定した」と発表した[82]。その上で、アミールアブドッラーヒヤーン外相は「われわれは戦争に反対し、この争いを継続させたり、激化させたりするいかなる措置にも反対する」と述べた[82]。
- 戦況を分析しているイギリス国防省は、「ロシアは部隊を進軍させていると主張しているが、実際の攻撃の規模や範囲は縮小している」とする一方、ウクライナ軍については「ロシア軍を前に戦力を集中させ撃退に成功している」と指摘し、ロシア軍が部隊を集中させている東部で、ウクライナ側の激しい反撃を受け、苦戦を強いられているとの分析を明らかにした[83]。
- アメリカのシンクタンク「戦争研究所」は、「ドンバスで露軍の砲撃がここ最近、大幅に減っている」と指摘[84]。ウクライナ軍が進めるハイマースでの兵站破壊戦術が露軍の戦闘力を低下させている一因だと分析した[84]。
- ロシアのショイグ国防相は各方面の指揮官に対し、ウクライナ軍からの長距離攻撃を防ぐよう指示[84]。事実上、ハイマースへの対処を命じたもので、戦争研究所は「攻勢再開の表明だ」との見方を示した[84]。

### 7月17日
- セルビアのステファノビッチ国防相は、ウクライナの航空会社が運航するアントノフ12型輸送機が7月16日夜にギリシャ北部で墜落し、搭乗していた8人全員が死亡したと発表した[85]。バングラデシュに向け、地雷など約11トンの武器を積載していたという[85]。
- ロシア国防省は、ウクライナ南部オデッサで、NATOが供与した対艦ミサイル「ハープーン」を保管していた産業施設を空中発射ミサイルで、また東部ドネツク州でアメリカ供与の高機動ロケット砲システム「ハイマース」を地上発射ミサイルで破壊したと発表した[86]。
- ゼレンスキー大統領はイリーナ・ベネディクトワ検事総長とイワン・バカノブSBU長官の解任を発表した[87][88]。ロシア軍の占領下で多数の検察、SBUの職員らがロシアに協力している疑いがあるとし、その責任を負わせた[88]。

### 7月20日
- CIAのバーンズ長官は、コロラド州アスペンで開かれた安全保障セミナーに出席し、ウクライナに侵攻したロシア軍の損害について「約1万5000人が死亡し、その3倍の数の負傷者が出ている」との推定を示した[89]。ウクライナ軍の損失に関しては「（ロシア軍を）少し下回る」と述べるにとどめた[89]。
- ウクライナ軍は、南部ヘルソン州でロシア軍が支配する、要衝の橋である「アントノフスキー橋」を7月19日、20日の両日攻撃した[90][91]。アメリカからウクライナに供与された高機動ロケット砲システム「ハイマース」によって砲撃されたとみている[91]。損傷が大きいためトラックの通行はできない状態になっている[91]。イギリス国防省は、この橋は、ロシア軍が物資を補給し、部隊を移動させるために必要なルートだったと指摘し、ドニプロ川を渡る手段をめぐる攻防が、今後の南部の戦況をうらなう重要な要素になると分析している[90]。
- アメリカのブリンケン防長官は20日、ウクライナにに高機動ロケット砲システム「ハイマース（HIMARS）」4基を追加供与すると発表した[92]。アメリカがウクライナに提供するハイマースの数は計16基となる。

### 7月21日
- イギリスの対外情報機関、MI6のムーア長官は、ロシア軍について「失速し、力を失う寸前にある」とする見解を明らかにした[93][94]。ムーア長官は「今後数週間、人的資源の供給がますます困難になるだろう」と述べ、ロシア軍が作戦行動を何らかの形で一時的に停止せざるを得なくなる可能性を指摘した[93][94]。

### 7月22日
- ゼレンスキー大統領が、ブラジル、アルゼンチン、ウルグアイ、パラグアイが正式加盟国である「メルコスール」が7月21日に開いた首脳会議でのオンライン演説を申し入れたが、拒否されていたことが明らかとなった[95]。パラグアイのカノ外務副大臣は記者会見で、演説拒否について「（加盟国の）同意が得られなかった。その旨をウクライナ側に伝えた」と説明し、どの国が反対したかは明かさなかった[95]。
- ゼレンスキー大統領がウォール・ストリート・ジャーナルの取材に答え、ロシアがウクライナ領土を支配し続ける形での停戦はさらなる紛争拡大を招き、ロシアに次の作戦に向けて軍の立て直しを図る絶好の機会を与えることになると危機感を示した[96]。ゼレンスキー大統領はロシアを世界最大のクジラにたとえ「2つの地域を飲み込んだマッコウクジラが、今になって戦闘をやめろと言っている」と反論[96]。「クジラは一休みして、2年後か3年後にさらに2つの地域を占領し、またこう言う、戦闘をやめろと。それが何度も何度も繰り返されることになる」と述べた[96]。

### 7月23日
- オデーサ州の当局者などは、黒海に面したオデーサの港が、ロシア軍のミサイル攻撃を受け、2発が着弾して港湾施設が被害を受けたと発表[97]。ロシアとウクライナはトルコと国連を仲介役として、輸出の再開に向けオデーサなど3つの港から船を安全に航行させる手順などについて、7月22日に合意したばかりであった[97]（黒海穀物イニシアティブ）。ウクライナ外務省は「ロシアは、トルコや国連の尽力で合意に至った約束を、24時間もたたないうちに破り、台なしにした。今回の攻撃は、合意に多大な貢献をしたトルコのエルドアン大統領や国連のグテーレス事務総長に、プーチン大統領が唾を吐きかけたものだ」とする報道官の声明を発表した [97]。トルコのフルシ・アカル国防相は「ロシアから攻撃に一切関与していないと説明があった」と述べていたが[98]、7月24日、ロシア外務省のザハロワ情報局長は巡航ミサイル「カリブル」による攻撃だと認めつつも、標的は軍事施設だと強調し穀物輸出の合意には反していないとの立場を示した[99]。

### 7月24日
- アメリカの高官がアメリカが供与したハイマースがもたらす破壊力をそぐため、ロシア軍が兵力の展開場所の変更など様々な対応策を講じている兆候があるとの分析を明らかにした[100]。
- アメリカのシンクタンク「戦争研究所」は、ウクライナ軍が高機動ロケット砲システム「ハイマース」を活用、ロシア軍がこれまで繰り返してきた大規模砲撃を阻んでいるとの分析を明らかにした[101]。NASAが提供している観測データによると、ハイマースの導入以降、ロシアが完全支配を狙う東部ドンバス地域（ルガンスク、ドネツク両州）で火災が減っていた[101]。大規模砲撃の減少によるものとみられる[101]。
- ゼレンスキー大統領が、ロシアの侵攻から5ヵ月経過したことを受け、「敵に可能な限り最大の損害を与えるとともに、ウクライナのために可能な限り多くの支持を集められるよう全力を尽くす」と表明した[102]。
- ロシアのラブロフ外相が、記者会見で「われわれはロシアの穀物輸出業者がすべての責任を果たすことを確認した」と述べる一方、ロシア産の農産物の輸出についても「パッケージで解決される問題だ」と述べ、欧米によるロシアへの制裁を解除すべきだと改めて主張した[103]。

### 7月25日
- ロシア連邦捜査委員会のアレクサンドル・バストルイキン委員長は、ウクライナ兵92人を「人類の平和と安全に対する罪」で起訴したことを明らかにした[104]。同委員長はまた、国際法廷を開くよう提案。法廷は、ボリビア、イラン、シリアなどの国々で構成されるべきだと主張した[104]。

### 7月27日
- ロシア国防省は、ドネツク州にあるウクライナ軍の指揮所4か所を破壊したほか、ミコライウ州や南東部のザポリージャ州にある弾薬庫をミサイルで攻撃したと発表[105]。
- トルコのイスタンブールに、船の安全な航行を監視する「共同調整センター」が設置され、日本時間の27日夜、現地で開所[105]。ロシア軍による封鎖で黒海に面するウクライナの港から小麦などの輸出が滞っている問題の解決に向けての対応[105]。
- ウクライナのアレストビッチ大統領府長官顧問は、ロシア軍がウクライナ南部の3地域に部隊の「大規模な再配置」を実施し、戦略的防衛に注力しているようだと指摘した[106]。また、ウクライナ東部にある国内第2の発電所をロシア軍が制圧したと述べた[106]。
- 英国防省は、バフムト近郊の火力発電所周辺で、「ロシアの民間軍事会社ワグネルが戦術的な前進に成功した公算が大きい」との分析を明らかにし、「ウクライナの部隊の一部が同地域から撤退したとみられる」との見方を示した[107]。

### 7月28日
- イギリス国防省は、ウクライナ軍がロシア占領下の南部ヘルソン州で攻勢を強め、戦略的要衝である州都ヘルソン市が事実上、周囲から孤立したとする分析を明らかにした[108]。ロシア軍は侵攻開始後の早い時期にヘルソン州を制圧したが、占領地の「防衛」で劣勢に回り始めた可能性がある[108]。

### 7月29日
- ゼレンスキー大統領は、親ロシア派に支配されている東部ドネツク州オレニウカで、ロシア側の収容所への攻撃で50人以上のウクライナ側の捕虜が死亡したと、SNSに投稿した[109][110]。この攻撃をめぐってはロシア国防省が同日、「ウクライナ軍の攻撃を受けた」と発表している[109][110]。この攻撃に対しては欧州連合のボレル外交安全保障上級代表は「EUは、ロシア軍とその代理人によって行われたこの残虐行為を最も強い言葉で非難する」との声明を発表した[109]。赤十字国際委員会は、「全ての捕虜は国際人道法で保護されており、攻撃されるべきでない」との声明を発表した[109]。同委員会は現場への立ち入りを求め、負傷者の避難の支援を申し出たことも明らかにした[109]。

### 7月31日
- ロシア軍兵士がウクライナ軍兵士と思われし男性の性器をカッターで切り取り、殺害するなどの様子がインターネット上で投稿された[111]。アムネスティ・インターナショナルは、ロシア軍の人命軽視を表す明白な例として、責任追及と戦争犯罪の捜査を呼び掛けた[111]。これを受けてウクライナ政府は、ロシア軍兵士による捕虜に対する拷問の容疑で捜査を開始した[111]。

## 2022年8月

### 8月1日
- ウクライナの警察当局は、ミコライウ州に約40発のミサイル攻撃があり、集合住宅や宿泊施設など70か所以上が被害を受けたと明らかにした[112][113]。ミコライウのセンケビッチ市長は声明で、建物の窓やバルコニーがクラスター爆弾で破壊されていると報告[112][113]。「これまでで最も激しい攻撃だろう」と述べた[112][113]。この攻撃でウクライナ最大級の穀物生産・輸出企業「ニブロン」の創業者オレクシー・ワダトゥルスキーと妻のライサが死亡した[112][113]。

### 8月2日
- ロシア最高裁は、ウクライナのアゾフ連隊を「テロリスト」組織に認定した[114]。これにより、所属隊員に長期の拘禁刑を科すことが可能になる[114]。

### 8月8日
- ウクライナ保安庁などは、レズニコフ国防相とブダノフ情報局長の暗殺を企てたとして、ルガンスク州出身の30代の男2人をボルイニ州で拘束したと発表した[115]。男は2014年に「ルガンスク人民共和国」の部隊に参加し、侵攻後はロシア側に雇われ、5月に要人暗殺の任務を受けていた[115]。ロシア側は1人あたり10万ドルの報酬を約束しており、男はさらに別の者を雇い、実行しようとしていた[115]

### 8月9日
- クリミア半島の西部に位置するロシア軍基地で、大規模な爆発が発生[116]。これに対し、ロシア国防省は飛行場にある航空機の弾薬庫が爆発したとものと発表し、攻撃によるものではないと主張している[116]。また、航空機などに被害は出ていないと主張しているが、アメリカの戦争研究所は10日に「衛星画像では少なくとも8機のロシア軍の航空機が破壊された」として、航空戦力が損害を受けたと話している[116]。ウクライナ政府はこの爆発について言及はしていないが、ワシントン・ポストは10日にウクライナ政府当局者からの話として、攻撃はウクライナ特殊部隊が行ったと報道した[116]。また、ウクライナ政府高官の話として「ウクライナ政府に忠誠を尽くすパルチザン部隊が関与した」とするなどウクライナ政府が軍事基地の爆発に関与したという見方も報道している[116]。

### 8月10日
- ドニプロペトロウシク州で、ロシア軍が占領しているザポリージャ原子力発電所の近くを流れる川の対岸にある2つの町の住宅地が、ロシア軍によるロケット弾の攻撃を受け、13人の民間人が死亡したと、地元州知事が発表した[117]。

- ドネツク州知事キリレンコは、SNSで「ロシア軍の砲撃により、少なくとも6人が死亡し3人が負傷した」と明らかにした[117]。砲撃を受けたのは、バフムトにある12棟の住宅で、このうち4棟で火災が発生した[117]。キリレンコ知事が投稿した写真には、消防隊員が消火活動に当たる様子や、兵器とみられるものが地面に突き刺さっている様子が映っている[117]。

- 今年の3月に、ロシア国営テレビのニュース番組の放送中に反戦を訴えたマリーナ・オフシャンニコワが、ロシア軍に対する偽りの情報を拡散した容疑で起訴された[117]。ロシアのメディアは、弁護士の話として、オフシャンニコワが7月、モスクワ、クレムリンの近くで、プーチンを「殺人者」と批判する紙を持って抗議する写真をSNSに投稿していたなどとして起訴され、最大で懲役または禁錮10年が言い渡される可能性があると伝えている[117]。これに対し、オフシャンニコワはSNSに「私がまだ寝ていた今朝6時、警察が家宅捜索に来た。小さな娘が怖がっている。いま私は連れて行かれている」などと投稿した[117]。オフシャンニコワは今年3月にもプーチンを批判し、抗議活動を呼びかけるビデオメッセージをSNSに投稿したことを巡り、罰金刑の判決が下されていたが、その後も反戦を訴える活動を続けていた[117]。

### 8月11日
- ウクライナ国境から30km離れたベラルーシ南東部にあるジャブロフカの軍用飛行場で爆発があった[118]。同飛行場はロシア軍が使用しているとの見方がある[119]。未明から複数回の爆発音が聞こえ、少なくとも8回の閃光が目撃されたと伝えられている[119]。ウクライナのイグナト空軍報道官はベラルーシの反政府系メディアに対し「ベラルーシのパルチザンはウクライナを助けてくれている」と述べたが、この爆発についてウクライナが関与したかは否定も肯定もしていない[120][118]。同日ベラルーシ国防省は「車両のエンジンを交換したあと、試運転中に火災が発生した。死傷者は出ていない」と発表し、攻撃を受けた可能性を否定した[118][119][120]。

### 8月17日
18日にゼレンスキー大統領、トルコのエルドアン大統領の三人で会談を行うために、国際連合のアントニオ・グテーレス事務総長がウクライナのリビウに到着した。国連のハク副報道官は会見で「グレーテス事務総長は、農作物の輸出やザポリージャ原子力発電所の問題、ウクライナの緊張緩和のために取り組んでおり、これらが議論の一部になるだろう」と述べた。

### 8月18日
モルドバは8月1日の時点で、約50万人に及ぶウクライナからの避難民を受け入れているが、医療物資の枯渇が問題となっている。そこで日本政府は、首都キシナウを始めとした5つの公的医療機関に対し人工透析装置や、手術用機器、がん治療に使用する内視鏡など医療機器を提供する10億円規模の無償資金協力を行うことを決定した。

### 8月19日
ゼレンスキー大統領はリビウを訪れている国連のグテーレス事務総長とトルコのエルドアン大統領と会談を行った。会談後の共同記者会で、ゼレンスキー大統領はロシア軍が占領しているウクライナ南東部ザポリージャ原発やその周辺で砲撃が相次いでいることをIAEAによる視察や調査を目指して対応を協議したことと、「ロシアは原発から軍を無条件に撤退させるべきだ。ロシアは私たちを核の大惨事の瀬戸際に追い込んでいる」と発言した。また、グテーレス事務総長も現在の原発の状況に強い懸念を表明、「原発周辺は非武装化されるべきだ」と、軍事行動の停止とロシア軍の撤退を求めた。